# Янпольский, Борух Залманович
Бо́рух За́лманович Янпо́льский (1898 — 1975) — советский театральный актёр. Заслуженный артист Белорусской ССР (1946).

## Биография
Родился в семье рабочего винокуренного завода. После окончания студии при Государственном еврейском театре БССР (1931, педагоги В. Я. Головчинер и Л. М. Литвинов) работал в этом театре. В период с 1936 по 1958 годы актёр БелГАДТ имени Я. Купалы. В 1960—1967 годах режиссёр БелГФ.

### Роли в театре
- «Фронт» А. Е. Корнейчука — Крикун
- «В степях Украины» А. Е. Корнейчука — Филимон Филимонович Долгоносик
- «Русские люди» К. М. Симонова — Харитонов
- «За тех, кто в море» Б. А. Лавренёва — Ракало
- «Ромео и Джульетта» У. Шекспира — Аптекарь
- «Собака на сене» Лопе де Вега — маркиз Рикардо
- «Скупой» Мольера — Лефлеш
- «Партизаны» К. Крапивы — Батура
- «Константин Заслонов» А. Мовзона — Майор